# Einfall (Einheit)
Einfall war ein Bremer Flächenmaß. Das Maß war ein Aussaatmaß und war regional geprägt. Für Gemüsefelder, besonders in der Vorstadt, rechnete man nach dem Viertelpfund Kohlsaat-Einfall. Die Fläche war 12 Bremer Quadratruten, bzw. 3,072 Bremer Quadratfuß groß.
- 1 Einfall = 2,572 Quadratmeter

Die Maßkette war nach Bremer Maßen
- 1 Morgen = 10 Einfall = 120 Quadratruten = 30720 Quadratfuß = 25,7 Ar